# Trí khôn của voi

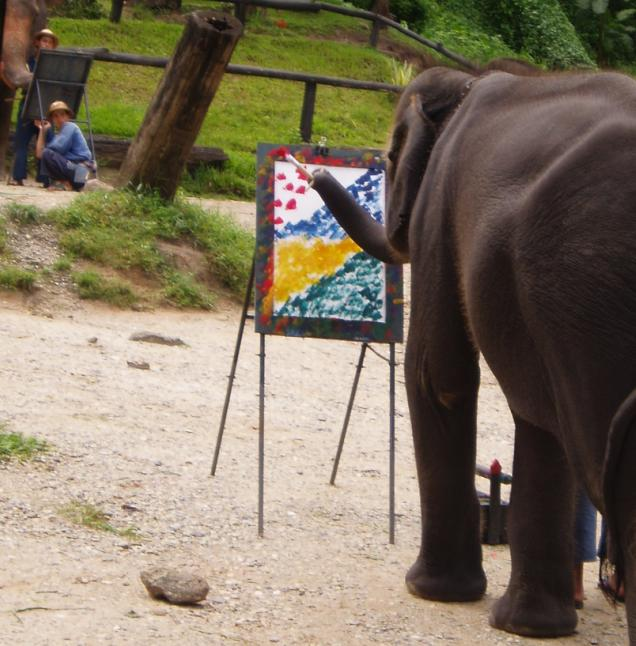
Một con voi đang vẽ tranh

Trí khôn của voi hay trí thông minh của voi hay trí tuệ của loài voi (Elephant cognition) là những biểu hiện về nhận thức thông minh của loài voi. Hầu hết các nhà đạo đức học hiện đại xem voi là một trong những động vật thông minh nhất thế giới. Trải qua khoảng thời gian dài, loài động vật này được chứng minh có những khả năng ấn tượng. Với trí thông minh cao và do mối quan hệ gia đình cố kết sâu sắc của voi, một số nhà nghiên cứu cho rằng đó là sai lầm về mặt đạo đức cho con người để tiêu diệt chúng. Trong văn hóa, voi là con vật biểu tượng của sự trí giả trong rừng già.
Với khối lượng chỉ hơn 5 kg (11 lb), não của voi có khối lượng lớn hơn bất kỳ động vật trên cạn nào khác, và mặc dù rằng cá voi là động vật lớn nhất có khối lượng cơ thể gấp 20 lần so với voi điển hình, bộ não của cá voi chỉ gấp đôi khối lượng não của con voi. Ngoài ra, voi có tổng cộng 300 tỷ tế bào thần kinh. Bộ não voi tương tự như con người về mặt kết nối và khu vực chung. Vỏ não của voi có nhiều tế bào thần kinh như não người, gợi ý đến sự tiến hóa hội tụ. Chúng có bộ não lớn nhất trong tất cả các loài động vật sống trên đất liền và tế bào thần kinh nhiều gấp 3 lần so với con người. Trong khi đó, nhiều tế bào thần kinh tồn tại chỉ để kiểm soát cơ thể khổng lồ và sự khéo léo của voi. 

## Biểu hiện
Voi biểu hiện nhiều hành vi phức tạp khác nhau, bao gồm những hành vi liên quan đến sự đau buồn, học hỏi, bắt chước, nô đùa, lòng vị tha, sử dụng công cụ, lòng từ bi, bác ái, sự phối hợp, hợp tác xã hội, khả năng tự nhận thức, có trí nhớ rất tốt và giao tiếp với đồng loại cũng như các động vật khác loài. Hơn nữa, bằng chứng cho thấy voi có thể hiểu được điểm: giao tiếp thông qua nhịp rung động truyền qua chân là khả năng giao tiếp không trung gian một đối tượng bằng cách mở rộng một ngón tay, hoặc tương đương. Người ta cho rằng chúng tương đương với các loài cá voi và cá heo (cetacean) và các loài linh trưởng về mặt thông minh. Voi là một trong số rất ít những loài động vật có thể nhận ra hình phản chiếu của chính mình trong gương, tức là có khả năng tự nhận thức.
Những con voi châu Phi có thể phân biệt được sự khác nhau về giới tính, độ tuổi và dân tộc qua những âm thanh giọng nói của con người. Nếu giọng nói được sở hữu bởi một người có khả năng gây ra mối đe dọa cho chúng, những con voi này sẽ chuyển sang tư thế phòng vệ, chúng không chỉ phân biệt được giữa các nhóm dân tộc mà còn phân biệt được cả tuổi tác và giới tính, biết rằng đàn ông có nhiều khả năng gây nguy hiểm, đe dọa đến tính mạng của chúng hơn, những con voi có thể hiểu sự hướng dẫn bằng tay của con người, voi có thể nhớ đường đi đến các hố chứa nước khi trải qua không gian và thời gian vô cùng dài. Điều này thực sự cần thiết đối với loài voi khi sống ở sa mạc, nơi mà rất khan hiếm nước, voi thường hình thành liên kết chặt chẽ với đồng loại và có thể nhận ra bạn bè, người thân ngay cả sau khoảng thời gian dài xa cách.
Voi còn thể hien tình cảm đối với những con voi đã chết, những con voi châu Á thường an ủi nhau khi đau khổ. Những con voi sử dụng cả tiếp xúc thể xác và âm thanh cũng như các cử chỉ thoải mái, chạm vào cơ thể nhau và phát tiếng chiếp chiếp nhỏ. Loài voi thể hiện cảm xúc, hay bất kỳ loài động vật khác, đều hiểu cái chết giống như con người. Nhưng loài voi đã chứng minh phản ứng rõ ràng với cái chết của đồng loại, thể hiện những cảm xúc thường xuất hiện ở con người như đau buồn và tang tóc. Chúng vuốt ve xương của con voi đã chết và sẽ đứng gần cơ thể đó trong nhiều giờ. Đôi khi, chúng còn cố gắng chôn hài cốt của con voi đã chết đó. Chúng không hành xử như vậy đối với các loài động vật khác. Giống với con người, loài voi cũng phải chịu những chấn thương tâm lý vô cùng nặng nề khi chứng kiến cái chết của đồng loại.